# Quemosi

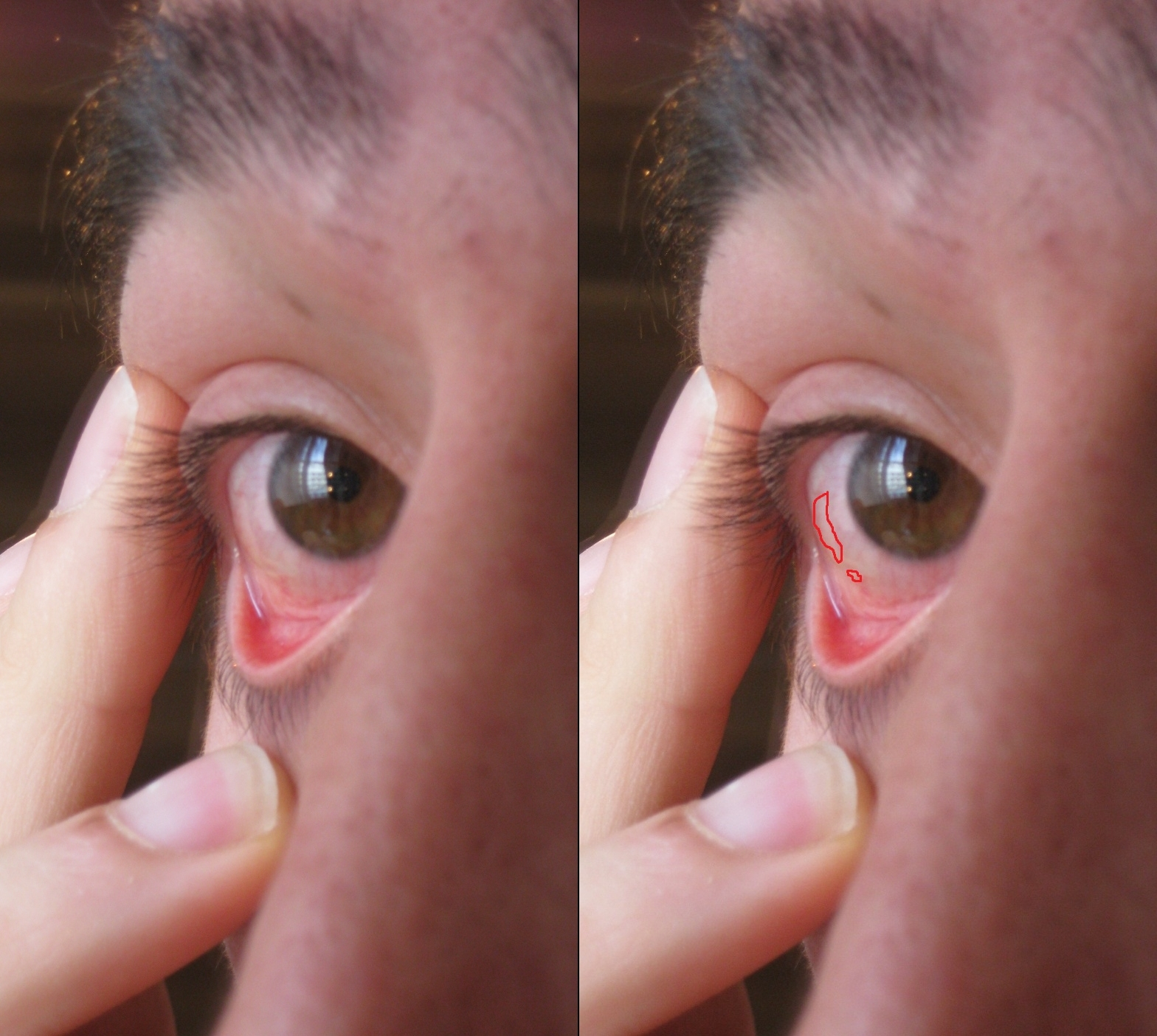
Ull on s'observa una regió inflamada de la conjuntiva provocada per la Quemosi

La quemosi és la inflamació i edema de la conjuntiva. Sovint, està relacionada amb al·lèrgies, infeccions oculars o cirurgies oculars. Sovint, l'àrea de l'ull s'inflama tant que és difícil tancar i obrir l'ull de forma normal. De vegades, també pot aparèixer com si el globus ocular s'hagués mogut lleugerament cap enrere, des de la part blanca de l'ull, a causa de la presència de líquid a la conjuntivade tots dos ulls, excepte el globus ocular. El globus ocular no està cobert per aquest líquid i per això sembla que el globus ocular s'hagi desplaçat.

## Etiologia
Les causes més comunes d'aquesta inflamació són: infecció vírica, infecció bacteriana i angioedema. Altres causes, anomenades extraoculars, podrien ser malaltia de Graves Basedow, cefalàlgia de Horton, la triquinosi, els tumors de l'òrbita, la panoftalmitis, glaucoma agut i la trombosi del sinus cavernós.

## Diagnòstic
El diagnòstic de la quemosi es fa mitjançant una bona exploració física i presència de la simptomatologia esmentada. Els professionals sanitaris faran una anamnesi per saber quan va començar la inflamació, quan fa que dura la inflamació, si hi ha presència de dolor ocular, problemes respiratoris, entre d'altres.

## Tractament
Dependrà de la causa de la inflamació i la presència d'una altra simptomatologia. Els professionals mèdics poden receptar-li antiinflamatoris i analgèsics per controlar la inflamació i dolor respectivament.